# 증기 터빈

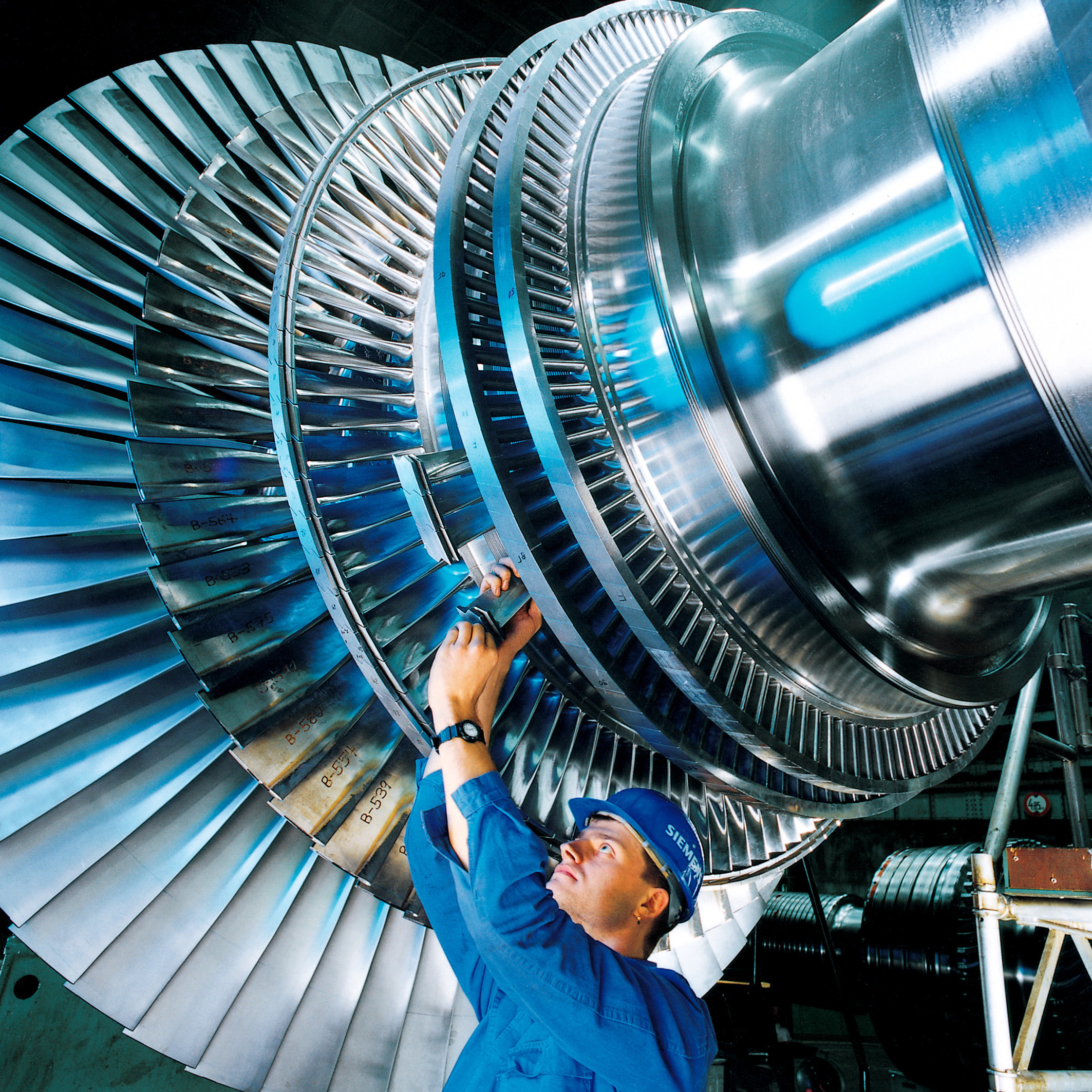
발전소에 사용되는 현대식 증기터빈의 로터

증기 터빈(영어: steam turbine)은 고온, 고압의 증기를 직접 터빈날개에 분사하여 그 힘으로 회전력을 얻는 원동기 장치다. 공기의 팽창에 따라 정적(靜的)인 압력에너지(열에너지)를 고속증기의 동적인 운동에너지로 바꾸고 회전날개에 부딪게 함으로써 충동작용·반동작용, 또는 이 양작용에 의해 날개에 동력을 전하고 회전날개를 회전시켜 열에너지(thermal energy)를 밖으로 빼내고자 하는 것이다. 증기터빈은 증기 가압로에서 열에너지를 추출하고, 회전 출력축에 기계적인 작업을 수행하는데 사용하는 장치이다. 현대적인 표현은 1884년에 찰스 파슨스가 발명했다.
증기터빈의 원리는 단순하며, 역사도 오래되었다. 기원전 130년경 헤론(Heron)은 반동증기터빈의 원형(原型)이라고도 할 수 있는 것을 만들었고, 또 1629년경 브랑카(이탈리아)는 일종의 충동터빈을 생각해 냈다. 이것들은 장난감과 같은 것으로서, 실용화는 기술적으로 어려웠으며 더구나 그 뒤는 증기기관 만능으로 되어 전혀 돌아보지 않게 되었다.
그러나 19세기가 되자 재료·공작기술·이론의 발달과 함께 재인식되었고 더욱이 대출력을 필요로 하는 원동기(原動機)로서 유망하다고 생각하게 되었고 현재까지의 짧은 기간 동안에 놀랄 만한 진보를 이룩했다.
증기터빈의 종류는 대단히 많다. 그러나 증기의 열에너지가 날개에 대해서 하는 동적전달(動的傳達)에 중점을 두고 분류하면, 역시 충동터빈과 반동터빈의 2종류로 크게 나눌 수 있다. 이 2종류를 기본으로 하여 단수(段數)를 늘린다든지 팽창 방법을 변경시킨다든지 해서 각종 터빈을 만들고 있다.

## 유형
현대 증기 터빈에 대한 몇가지 분류가 있다.

## 같이 보기
- 증기터빈의 구조
- 터빈 발전기